# Halimič
Pogostost priimka Halimič je bila po podatkih Statističnega urada Republike Slovenije na dan 1. januarja 2010 manjša kot 5 oseb. 

## Znani nosilci priimka
- Klavdija Halimič (*1980), atletinja, sedmerobojka